# خانه شاکری
خانه شاکری مربوط به دوره قاجار است و در قم، خیابان آذر، ابتدای کوچه آقا سید حسن، نبش کوچه حاج عسگرخان واقع شده و این اثر در تاریخ ۲۵ اسفند ۱۳۸۰ با شمارهٔ ثبت ۵۶۷۷ به‌عنوان یکی از آثار ملی ایران به ثبت رسیده است.